# Myliobatis aquila
Myliobatis aquila, conocida comúnmente como raya águila común, águila de mar, águila marina, choucho o chucho, es una especie de pez de la familia Myliobatidae en el orden de los Rajiformes.

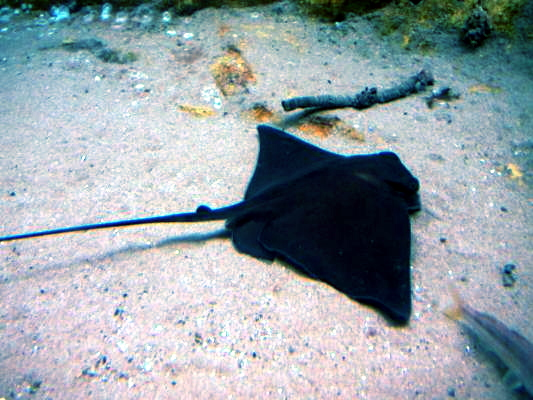

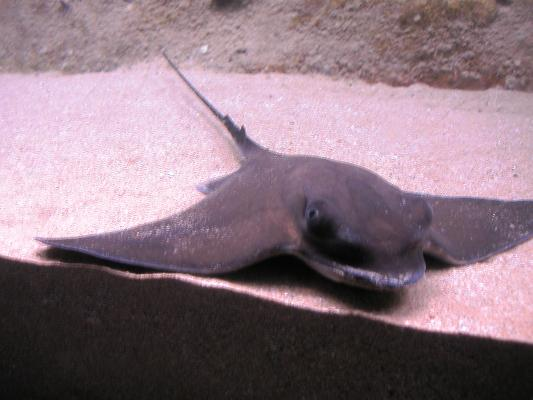

## Morfología
Los machos pueden llegar alcanzar los 183 cm de longitud total y 14,5 kg de peso.
No tiene aleta caudal.
Es marrón o negruzco dorsalmente, mientras que el vientre es blanco.

## Reproducción
Es ovíparo.

## Alimentación
Come crustáceos bentónicos, moluscos y peces hueso.

## Hábitat
Es un pez de mar y de clima subtropical (54°N-35°S, 19°W-36°E) y bentopelágico que vive entre 1-300 m de profundidad.

## Distribución geográfica
Se encuentra en el Océano Atlántico oriental (desde  Madeira,  Marruecos e Islas Canarias hasta las costas occidentales de Irlanda e islas británicas y el suroeste del Mar del Norte) y el Mediterráneo.

## Uso comercial
Su carne es muy apreciada.